# Laz, Finistère

Laz este o comună în departamentul Finistère, Franța. În 1 ianuarie 2022 avea o populație de 684 de locuitori.